# Apokastaza
Apokatastaza je v Origenovi teologiji hipoteza, po kateri se bo ob koncu stvarstva vse razumno stvarstvo (vključno s hudobnim duhom) vrnilo nazaj k Bogu.